# Дібрівка (Шосткинський район)
Ді́брівка — село в Україні, у Шосткинській міській громаді Шосткинського району Сумської області. Населення становить 283 особи.

## Географія
Село знаходиться на лівому березі річки Бичиха, нижче за течією на відстані 6 км розташоване село Глазове. На відстані 1 км розташоване село Вовна. На річці велика загата. Через село проходить автомобільна дорога Т 1908.
Селом протікає річка Безіменна, ліва притока Бичихи. Поблизу села річка Роглазня впадає в Бичиху.

## Назва
Історична назва села — Дмитрівка.

## Символіка
На гербі зображена голова бика/корови в срібному ромбі, вгорі дубова гілочка. Дубова гілочка позначає назву села (герб є промовистим). Бичача голова означає річку Бичиху, а срібний ромб - водосховище на ній. Роги бика - річки що впадають у Бичиху поблизу села, в тому числі й Роглазня (містить частку ріг). Зелений та жовтий колір - ліси та поля біля села.

## Населення
Згідно з переписом УРСР 1989 року чисельність наявного населення села становила 395 осіб, з яких 167 чоловіків та 228 жінок.
За переписом населення України 2001 року в селі мешкала 281 особа.

### Мова
Розподіл населення за рідною мовою за даними перепису 2001 року:
| Мова       | Кількість | Відсоток |
| ---------- | --------- | -------- |
| російська  | 266       | 93.99%   |
| українська | 17        | 6.01%    |
| Усього     | 283       | 100%     |